# La Yecla y los Sabinares del Arlanza
La Yecla y los Sabinares del Arlanza es un espacio natural protegido de la comunidad autónoma de Castilla y León, España. Se ubica en la provincia de Burgos, muy cercano al parque natural del Cañón del Río Lobos. Tiene una superficie de 26 055 hectáreas y afecta a las comarcas de Arlanza y Sierra de la Demanda.

## Geografía

### Relieve

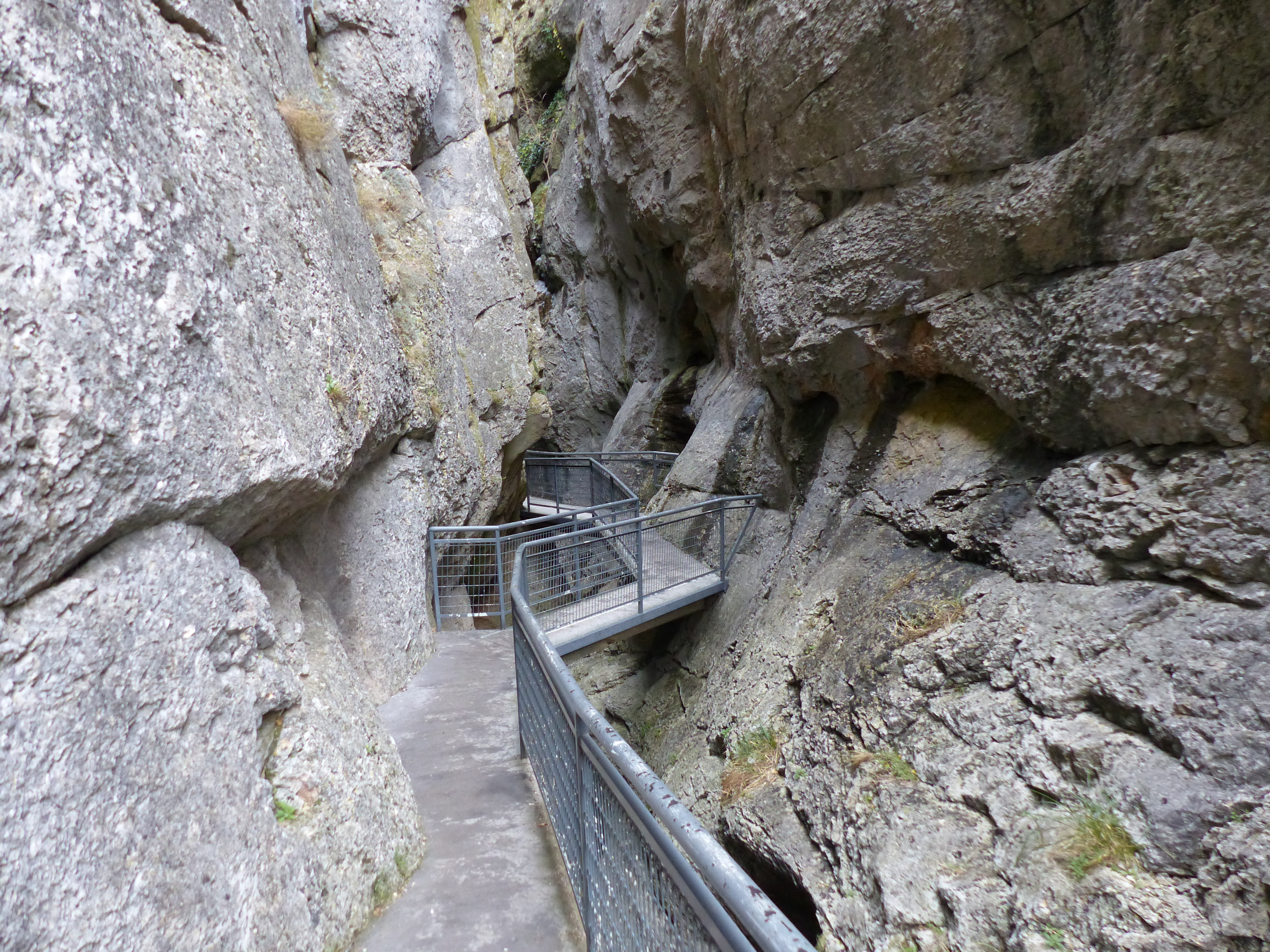
Desfiladero de La Yecla.

El conocido paraje de La Yecla es una profunda y estrecha garganta excavada en los bancos de calizas del relieve de las Peñas de Cervera. Una serie de puentes y pasarelas colgantes, permiten recorrer este desfiladero; al fondo no llegan casi nunca los rayos del sol.
En estas tierras burgalesas se localizan los que se pueden considerar como los más extensos y mejor conservados sabinares de todo el mundo. Algunas de las sabinas del Arlanza superan los dos mil años de vida.

### Localidades
- Espinosa de Cervera

- Arauzo de Miel

- Barriosuso

- Doña Santos

- Mamolar

- Ciruelos de Cervera

- Briongos de Cervera

- Carazo

- Santo Domingo de Silos

- Nebreda, Solarana

- Castrillo Solarana

- Hinojar de Cervera

- Hortezuelos

- Peñacoba

- Santibáñez del Val

- Contreras

- Retuerta

- Barbadillo del Mercado

- Hortigüela

- Mambrillas de Lara

- Quintanilla del Agua

- Covarrubias

- Mecerreyes

- Tejada

- Pinilla de los Barruecos

- Cuevas de San Clemente

- Cascajares de la Sierra

## Fauna y flora
- Fauna: buitre leonado, lobo, corzo, jabalí, nutria, gato montés, águila real, culebrera y calzada. Azor, halcón peregrino, perdiz pardilla y diversas aves acuáticas.

- Destaca entre la flora de Sabinares de Arlanza, el bosque de sabina albar, las encinas, los rebollos y un importante bosque de ribera en el río Arlanza.

- Además en sabinares de Arlanza se da la aulaga, la encina, el enebro, la gayuba, la lavándula, el pino albar, el pino laricio, el pino resinero, el quejigo, el rebollo, la sabina y el tomillo.

## Águila perdicera
Afectada por el Decreto 83/2006, de 23 de noviembre, por el que se aprueba el Plan de Conservación del Águila Perdicera (Hieraaetus fasciatus) en Castilla y León. Considerada como especie «vulnerable» en el Catálogo Nacional de Especies Amenazadas. Este Decreto declara como área crítica, por considerar la existencia de territorios vitales para la supervivencia y recuperación de la especie, donde se aplicarán medidas específicas de protección para el Águila perdicera. Conctretamente en el ámbito del Plan de Ordenación de los Recursos Naturales del Espacio Natural de Sabinares del Arlanza abarca parte de los términos municipales de Barbadillo del Mercado, Cascajares de la Sierra, Contreras, Hortigüela, Mambrillas de Lara, Retuerta y La Revilla.

## Zona de Especial Protección para las Aves

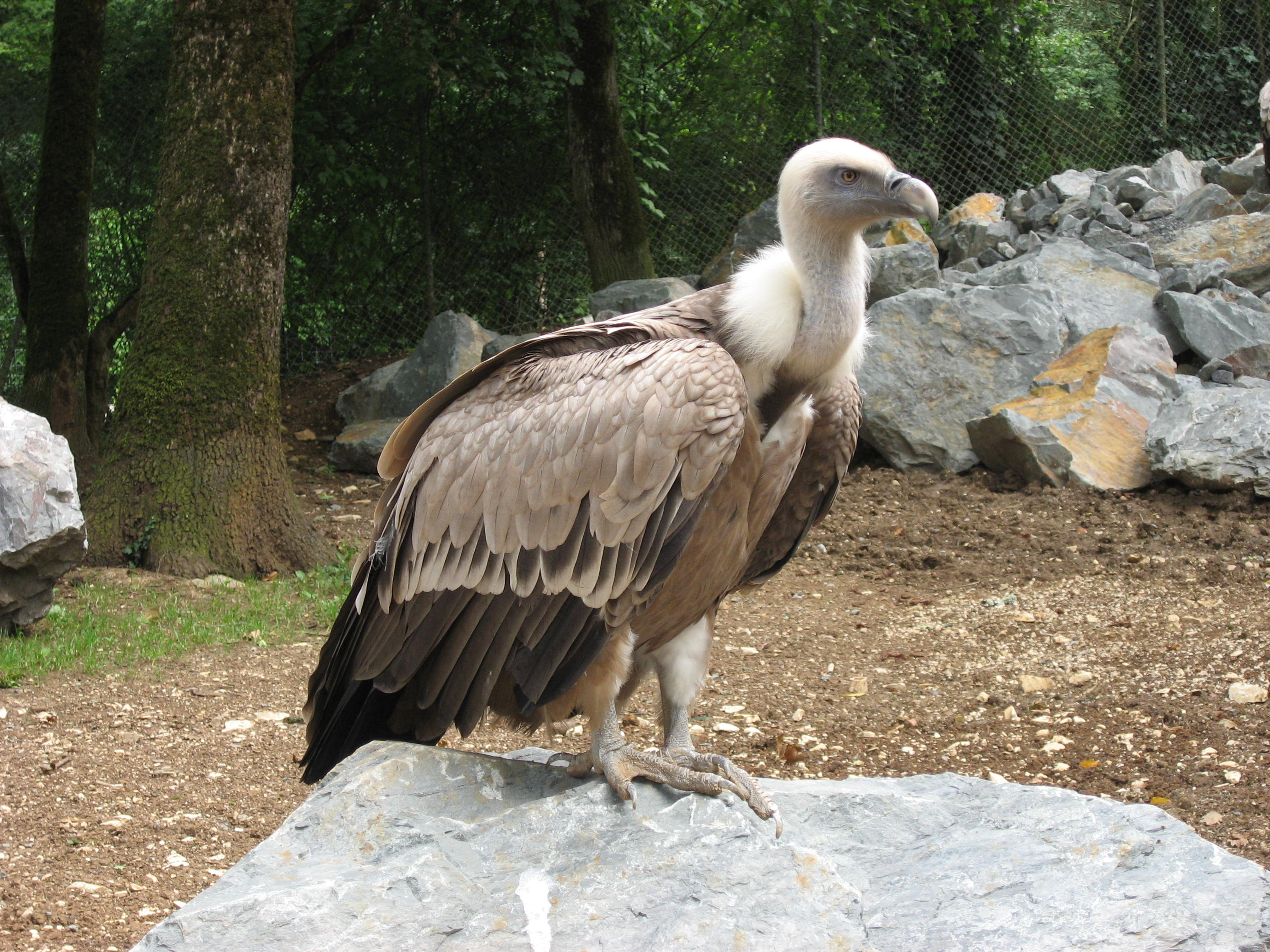
Buitre leonado.

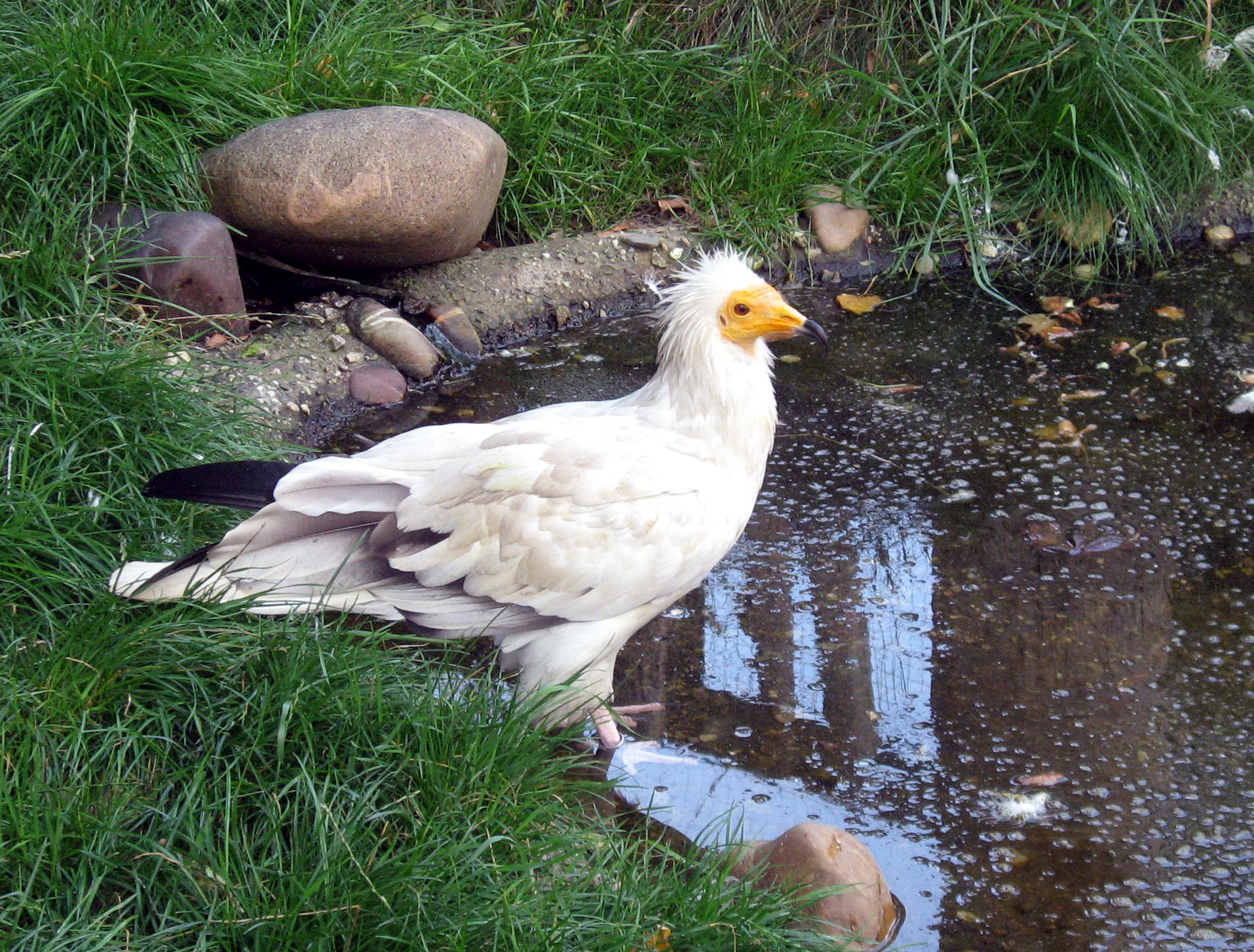
Alimoche.

Clasificado en octubre de 2000, tiene una extensión superficial de 37 404,06 hectáreas y afecta a los siguientes municipios:
| Municipio                                                                 | Superficicie | % Municipio | %ZEPA |
| ------------------------------------------------------------------------- | ------------ | ----------- | ----- |
| Arauzo de Miel                                                            | 3466.69      | 61          | 9.3   |
| Barbadillo del Mercado                                                    | 517.39       | 39          | 1.4   |
| Carazo                                                                    | 2401.02      | 100         | 6.4   |
| Cascajares de la Sierra                                                   | 142.43       | 21          | 0.4   |
| Ciruelos de Cervera                                                       | 1291.87      | 34          | 3.5   |
| Comunidad de Barbadillo del Mercado y La Revilla                          | 149.46       | 38          | 0.4   |
| Comunidad de Barbadillo del Mercado, Cascajares de la Sierra y La Revilla | 195.01       | 46          | 0.5   |
| Comunidad de Carazo y Villanueva de Carazo                                | 1708.48      | 100         | 0.5   |
| Comunidad de Covarrubias y Quintanilla del Coco                           | 175.44       | 100         | 4.6   |
| Comunidad de Hortigüela, Jurisdicción de Lara y Mambrillas de Lara        | 345.92       | 42          | 0.9   |
| Comunidad de La Revilla y Villanueva de Carazo                            | 104.11       | 100         | 0.3   |
| Contreras                                                                 | 3809.25      | 100         | 10.2  |
| Covarrubias                                                               | 1988.21      | 148         | 5.3   |
| Cuevas de San Clemente                                                    | 141.83       | 11          | 0.4   |
| Espinosa de Cervera                                                       | 923.88       | 31          | 2.5   |
| Hortigüela                                                                | 1712.94      | 83          | 4.6   |
| La Revilla                                                                | 491.95       | 32          | 1.3   |
| Mambrillas de Lara                                                        | 791.24       | 23          | 2.1   |
| Mamolar                                                                   | 1830.78      | 100         | 4.9   |

### Calidad e importancia
Destaca la población reproductora de las siguientes especies:
- Buitre Leonado (Gyps fulvus), con 359 parejas, con interés a nivel regional (supone el 9% de la población total de la especie en Castilla y León) e importancia a nivel nacional (2% de la población española a nivel global) e internacional.
- Alimoche (Neophron percnopterus), con 13 parejas, tiene importancia a nivel nacional (1% de la población total española) e internacional.

### Vulnerabilidad
La instalación de parques eólicos.